# Lista do Patrimônio Mundial na Eslovênia
A Organização das Nações Unidas para a Educação, a Ciência e a Cultura (UNESCO) propôs um plano de proteção aos bens culturais do mundo, através do Comité sobre a Proteção do Património Mundial Cultural e Natural, aprovado em 1972. Esta é uma lista do Patrimônio Mundial existente na Eslovênia, especificamente classificada pela UNESCO e elaborada de acordo com dez principais critérios cujos pontos são julgados por especialistas na área. A Eslovênia, seguindo à Dissolução da Iugoslávia, ratificou a convenção em 5 de novembro de 1992, tornando seus locais históricos elegíveis para inclusão na lista.
O sítio Grutas de Škocjan foi o primeiro local da Eslovênia incluído na lista do Patrimônio Mundial da UNESCO por ocasião da 10.ª Sessão do Comitê do Património Mundial, realizada em Paris (França) em 1986. Desde a mais recente adesão à lista, a Eslovênia totaliza 5 sítios classificados como Patrimônio da Humanidade, sendo 3 deles de classificação Cultural e os 2 demais de classificação Natural. 

## Bens culturais e naturais
A Eslovênia conta atualmente com os seguintes lugares declarados como Patrimônio da Humanidade pela UNESCO:
| | Grutas de Škocjan |
| Bem natural inscrito em 1986. |                   |
| Localização: Litoral-Kras |                   |
| Neste excepcional conjunto de grutas calcárias encontram-se inúmeras dolinas, uma rede de galerias com seis quilómetros de extensão situadas a mais de 200 metros de profundidade, inúmeras cascatas e uma das maiores câmaras subterrâneas descobertas até à data. Este sítio é um dos mais renomados do mundo para o estudo de fenômenos cársticos e está localizado na região de Kras (Karst), que deu nome a esse tipo de formação geológica. (UNESCO/BPI) |                   |

| | Sítios palafíticos pré-históricos em redor dos Alpes |
| Bem cultural inscrito em 2011. |                                                      |
| Este bem é compartilhado com: Alemanha, Áustria, França, Itália e Suíça . |                                                      |
| Localização: Eslovénia Central |                                                      |
| Este local compreende 111 lugares com ruínas de assentamentos humanos pré-históricos em casas de palafitas, ou seja, casas construídas sobre palafitas. Localizados dentro da área dos Alpes e em seus arredores, esses vestígios datam do período entre o quinto milênio e o século V a.C. e estão localizados nas margens de lagos, rios e pântanos. Escavações arqueológicas, realizadas apenas em alguns lugares até o momento, forneceram elementos que dão um vislumbre do cotidiano do homem neolítico e da Idade do Bronze na Europa Alpina, bem como sua interação com o meio ambiente. Cinquenta e seis dos locais que compõem o local estão localizados na Suíça. Esses assentamentos humanos, que formam um conjunto único de restos arqueológicos excepcionalmente bem preservados e extraordinariamente ricos culturalmente, constituem uma das fontes mais importantes para o estudo das sociedades agrárias primitivas da região. (UNESCO/BPI) |                                                      |

| | Património do mercúrio (Almadén e Idrija) |
| Bem cultural inscrito em 2012. |                                           |
| Este bem é compartilhado com: Espanha. |                                           |
| Localização: Gorízia |                                           |
| O sítio inclui as minas de Almadén, na Espanha, onde o mercúrio (mercúrio) é extraído desde a antiguidade, e as de Idrija, na Eslovênia, onde o mercúrio foi encontrado pela primeira vez em 1490. O sítio espanhol inclui vários locais relacionados à sua história de mineração , como o castelo de Retamar, edifícios religiosos e poços tradicionais. Em Idrija existem armazéns e infraestruturas relacionadas com o mercúrio, assim como habitação dos mineiros e um teatro. Ambos os locais testemunham o comércio intercontinental de mercúrio, que gerou importantes trocas entre a Europa e a América durante séculos. Almadén e Idrija são as maiores minas de mercúrio do mundo e estavam em operação até alguns anos atrás. (UNESCO/BPI) |                                           |

| | Florestas primárias de faias dos Cárpatos e de outras regiões da Europa |
| Bem natural inscrito em 2007, estendido em 2011, 2017 e 2021. |                                                                         |
| Este bem é compartilhado com: Albânia, Áustria, Bélgica, Bulgária, Croácia, Eslováquia, Itália, Polónia, Roménia, Espanha e Ucrânia. |                                                                         |
| Localização: Ilirska Bistrica / Loška Dolina / Kočevje |                                                                         |
| Esta extensão transfronteiriça do Patrimônio Mundial de grãos cárpatos primários e antigas florestas de Beedland da Alemanha (Alemanha, Eslováquia e Ucrânia) abrange 12 países. Desde o fim da última Era Glacial, as beterrabas europeias se espalharam de alguns refúgios isolados nos Alpes, nos Cárpatos, no Mediterrâneo e nos Pirenéus por um curto período de alguns milhares de anos em um processo que ainda perdura. Essa expansão bem sucedida está relacionada à flexibilidade das árvores e tolerância a diferentes condições climáticas, geográficas e físicas. (UNESCO/BPI) |                                                                         |

| | Obras de Jože Plečnik em Liubliana – uma concepção urbana centrada no humano |
| Bem cultural inscrito em 2021. |                                                                              |
| Localização: Eslovénia Central |                                                                              |
| O trabalho que Jože Plečnik realizou em Liubliana entre a Primeira e a Segunda Guerras Mundiais apresenta um exemplo de desenho urbano centrado no ser humano que mudou sucessivamente a identidade da cidade após a dissolução do Império Austro-Húngaro, quando deixou de ser uma cidade província à capital simbólica do povo da Eslovénia. O arquiteto Jože Plečnik contribuiu para essa transformação com sua visão pessoal e profundamente humana da cidade, baseada em um diálogo arquitetônico com a cidade antiga, atendendo às necessidades da sociedade moderna emergente do século XX. O local inclui um conjunto de espaços públicos (praças, parques, ruas, passeios, pontes) e instituições públicas (biblioteca nacional, igrejas, mercados, complexo funerário) que foram sensivelmente integrados no contexto urbano, natural e cultural preexistente e contribuíram para a nova identidade da cidade. (UNESCO/BPI) |                                                                              |

## Lista Indicativa
Em adição aos sítios inscritos na Lista do Patrimônio Mundial, os Estados-membros podem manter uma lista de sítios que pretendam nomear para a Lista de Patrimônio Mundial, sendo somente aceitas as candidaturas de locais que já constarem desta lista. Desde 2021, a Eslovênia possui 4 locais na sua Lista Indicativa.
| Sítio                                                                        | Imagem | Localização   | Ano  | Dados UNESCO              | Descrição |
| ---------------------------------------------------------------------------- | ------ | ------------- | ---- | ------------------------- | --- |
| Colinas de Fužina                                                            |        | Bohinj        | 1994 | Cultural: ii, v           | A área foi desenvolvida para as necessidades particulares da pecuária de pastagem alpina, com os pastores movendo gradualmente o gado para as terras altas nos meses de verão. Os assentamentos montanhosos desenvolveram estruturas agrícolas específicas, especialmente os palheiros.                                                                    |
| Hospital de Franja                                                           |        | Cerkno        | 2000 | Cultural: i, iii, iv      | Um complexo hospitalar guerrilheiro clandestino, montado durante a Segunda Guerra Mundial. Tinha capacidade para até 120 pacientes e atendeu soldados de várias nacionalidades. Nunca foi descoberto pelas forças inimigas. |
| Carste Clássico                                                              |        | Carso         | 2015 | Natural: vii, viii, ix, x | O Carso é a região onde os fenômenos Karst foram descritos cientificamente pela primeira vez. O assentamento humano contínuo por mais de 2000 anos criou uma paisagem cultural com uma identidade única. A região cárstica da Eslovênia está entre as áreas mais ricas da Europa em termos de flora e fauna e um dos epicentros globais de biodiversidade. |
| O Caminho da Paz dos Alpes ao Adriático - Herança da Primeira Guerra Mundial |        | Alta Carníola | 2016 | Cultural: ii, vi          | A indicação abrange a área onde ocorreu a Frente de Isonzo durante a Primeira Guerra Mundial. Os locais incluem a Capela Russa no Passo Vršič, cemitérios militares em Log pod Mangartom, Solkan, Štanjel, Gorjansko e Črniče, áreas históricas em Zaprikaj, Mengore e Sabotin, uma capela militar em Ladra e a Ferrovia Bohinj.                           |